# 정수진 (1988년)
정수진(CHUNG Soo jin, 1988년 5월 25일~)은 대한민국 서울 출생 작가이자 화가이다. 본관은 해주(海州)이다.
프랑스에서 학위 후 다양한 분야의 예술활동 중이다.
과학(의학)과 예술을 합친 예술과학(Arts et sciences de l'art)이라는 이론적 방향성을 제시한다.

## 학력
판테옹 소르본 파리 1대학 (l'Université Paris 1 Panthéon-Sorbonne) 박사 수료 , arts plastiques et sciences de l'art 전공
판테옹 소르본 파리 1대학 (l'Université Paris 1 Panthéon-Sorbonne) 석사 , Creation et Plasticites Contemporaines 전공
몽펠리에보자르 ( École Supérieure des Beaux Arts Montpellier Agglomération ) 조형예술 학사
서울 여자 대학교 시각디자인 중퇴
서울 여의도 여자 고등학교 졸업
서울 양평 중학교 졸업
서울당산초등학교 졸업

## 수상
2019년 아트 올림피아 Excellent Award

## 작품
Art Olympia 2019 수상작 Excellent Award
Printemps
46.5cm x 53cm
L’encre noir et les médicaments sur la toile

## 전시
| 2023 | 5월 대한민국 미술박람회 ‘작은 작품특별전’, KINTEX, 일산, 대한민국                    |
| 2023 | 5월 Artful Visions 아마디 한남 갤러리, 용산, 서울, 대한민국                          |
| 2023 | 5월 아트 페어 플레이 옥션, 비움갤러리 중구,서울,대한민국                             |
| 2022 | 12월 룩셈부르크 아트프라이즈 , 룩셈부르크 정부                                       |
| 2022 | 11월 빛,소리,그리고 광화문전, 세종문화회관, 서울, 대한민국                           |
| 2022 | 11월 모던아트 대상전, 갤러리 갤러리B ,서울특별시 종로구, 대한민국 (수상)             |
| 2022 | 11월 생각의 탄생, 단체전. 부산 별일 복합문화공간 부산, 한국                          |
| 2022 | 11월 개인전. 부산 아이테르 협회 갤러리, 4,5,6층 , 부산, 한국                         |
| 2019 | 11월-2월 le bonheur en jeu (위태로운 행복) 개인전, 국제 기숙사-한국관, 파리, 프랑스  |
| 2019 | 10월 피렌체 국제 비엔날레 18–27 October 2019 - Fortezza da Basso, Florence, 이탈리아 |
| 2019 | 6월 토 시마 시청의 토시 마 센터 스퀘어, Art Olympia 2019, 도쿄, 일본                 |
| 2019 | 6 월 도쿄 메트로폴리탄 미술관전시, Art Olympia 2019, 도쿄, 일본                      |
| 2019 | 6 월 Art Olympia 2019 수상 Excellent Award-Student Category, 도쿄, 일본              |
| 2019 | 5월 뉴미디어 아트 컨퍼런스 초청 발표자, CICA 미술관, 김포, 한국                      |
| 2019 | 3월 sur-vivre 그룹전, Gallery cachou, 까샹, 프랑스                                   |
| 2018 | 11 월 쾰른 그룹전, Kunstraub99 갤러리, 쾰른, 독일                                    |
| 2018 | 10 월 Lines of Thought 전시- 국제 전시전, CICA 박물관, 김포, 한국                    |
| 2018 | 6 월 현대 미술전, 1503 미술관, 송장, 베이징, 중국                                    |
| 2018 | 6 월 프랑스-한국 현대 미술 국제 교류전, 인사동 M갤러리, 서울, 대한민국               |
| 2018 | 5 월 프랑스-일본작가 교류전, Gallery K (ギャラリイＫ), 도쿄 긴자, 일본               |
| 2018 | 4 월 Symptômes 전, Maison des Initiatives Etudiantes 바스티유, 파리, 프랑스          |
| 2017 | 11월 프랑스 차세대 예술인 축제 전시, Galerie Beauté Du Matin Calme, 파리, 프랑스     |
| 2016 | 9월 여수 국제 아트 페스티벌 – [조화] 부문 초대작가선정/ 전시                         |
| 2016 | 3월 Centre d'animation Les Halles le Marais에서 개인전 Repos,파리, 프랑스            |
| 2016 | 2-3월 MIE Bastille에서 L’art extrême전시, 파리, 프랑스                               |
| 2015 | ART EXPO NEW YORK 2015 전시 4월, 뉴욕_ 맨하탄, 미국                                  |
| 2015 | GBMC 프랑스 작가전, 798 예술구, 베이징, 중국                                         |
| 2015 | Galerie Artitute 2015년 2월 전시 , 파리, 프랑스                                      |
| 2014 | Salon d'automne 2014, 살롱도톤느 2014 전시, 파리, 프랑스                             |
| 2014 | 2월 20일 Une nocturne 파브르 미술관전시, 몽펠리에,프랑스                             |
| 2013 | 마른 물고기들, 개인전, Espace jeunesse 젊은 공간 , 몽펠리에, 프랑스[2]               |
| 2013 | 7월 Boesner (모로코 그룹전) 리옹, 프랑스                                             |
| 2013 | 그룹전Caravagisme 몽펠리에 보자르, 프랑스                                            |
| 2013 | 삽화 : L’ECHO DES POLES- Fédération Française de Canoë- Kayak,프랑스 카누-카약협회   |

## 저서
한국발간 저서는 '몽환적 예술(2018)' 이 교보문고에서 판매되었다.
해외저서로는 '몽환적 우울(2019)' (원제 : Mélancolie fantasmagorique : Mélancolie fantasmagorique appellée l' art) 가 13개국에서 판매중이다.

## 그 외
서울시  서울미래인재 기자단 문화부 팀장, 서울시 시민참여형 위원회, 서울민주주의위원회, 교육부 중점연구소 이력 등. 
1. ↑  출처 : 정수진 작가 인물정보
2. ↑  출처 : 아르테 라구나 (Arte Laguna Srl | P.I. 03845370265 | REA 303184 |)
3. ↑  출처 : art-olympia 2019 위원회
4. ↑  출처 : 정수진의 공식웹사이트 출처
5. ↑  출처
6. ↑  출처